# Comme des géants
Pour la maison d'édition québécoise, voir Comme des géants (maison d'édition).
Albums de Henri Dès
C'est le Père Noël
(2001) Polissongs
(2005)
Comme des géants est le quatorzième album de chansons pour enfants d'Henri Dès sorti en 2002.
Disque d'or, il reste deux semaines dans le hit-parade suisse, atteignant la 63e place.

## Liste des chansons
1. La grande aventure
2. Comme des géants
3. Ca pleut
4. Mon doudou
5. Ma bête noire
6. Où es-tu papa ?
7. Gros bêta
8. Envie de chanter
9. Bébé d'amour
10. P'tit Louis
11. J'sais pas
12. Sur le petit mur

## Musiciens
- Henri Dès – Chant, guitare et réalisation
- Martin Chabloz : claviers
- Laurent Poget : guitare
- Pierrick Destraz : batterie
- John Woolloff : guitare
- Loïc Boujol (loic-b) : guitare basse
- Pierrangelo Crescenzio : guitare basse
- Tony Russo : accordéon
- Jean-Yves Petiot : contrebasse
- P. Genet, F. Gottraux, N. Pache, M. Jaermann : quatuor à cordes
- J-S. Racine : clarinette
- M. O. Broillet : trompette
- B. Trinchan : trombone